# Fagyálló csigagomba
A fagyálló csigagomba (Hygrophorus hypothejus) a csigagombafélék családjába tartozó, Európában és Észak-Amerikában elterjedt, fenyvesekben élő, ehető gombafaj.

## Megjelenése
A fagyálló csigagomba kalapja 3-6 cm széles, alakja domború vagy bemélyedő, közepén gyakran kis púppal. Széle aláhajló. Felszíne erősen nyálkás, benőtten szálas. Krémsárga színű, de a barnásolív szálazottság ezt eltakarja; középen a púp sötétbarna vagy feketésbarna; kifakulhat. Húsa vékony, puha, színe fehér, fehéressárga vagy fehéresnarancs. Íze és szaga nem jellegzetes.
Ritkán álló lemezei tönkhöz nőttek vagy lefutók. Színük krém- vagy világossárga.
Spórapora fehér. Spórája elliptikus vagy ovális, sima, mérete 8-9 x 4,5-5,5 µm.
Tönkje 4-8 cm magas és 0,5-1 cm vastag. Alakja karcsú, hengeres, néha elgörbül. Felülete szálas és erősen nyálkás, a nyálka gallérzónát alkot. Színe fehéres, sárgán foltosodik.

### Hasonló fajok
Az olajszínű csigagombához hasonlít, de az lomberdőben nő és barnásan zónázott.

## Elterjedése és termőhelye
Európában és Észak-Amerikában honos, inkább az északi, hidegebb területeken gyakori. 
Fenyvesekben kéttűs fenyők alatt található meg. November-decemberben terem. 
Ehető, bár nyálkássága miatt sokan nem kedvelik. 

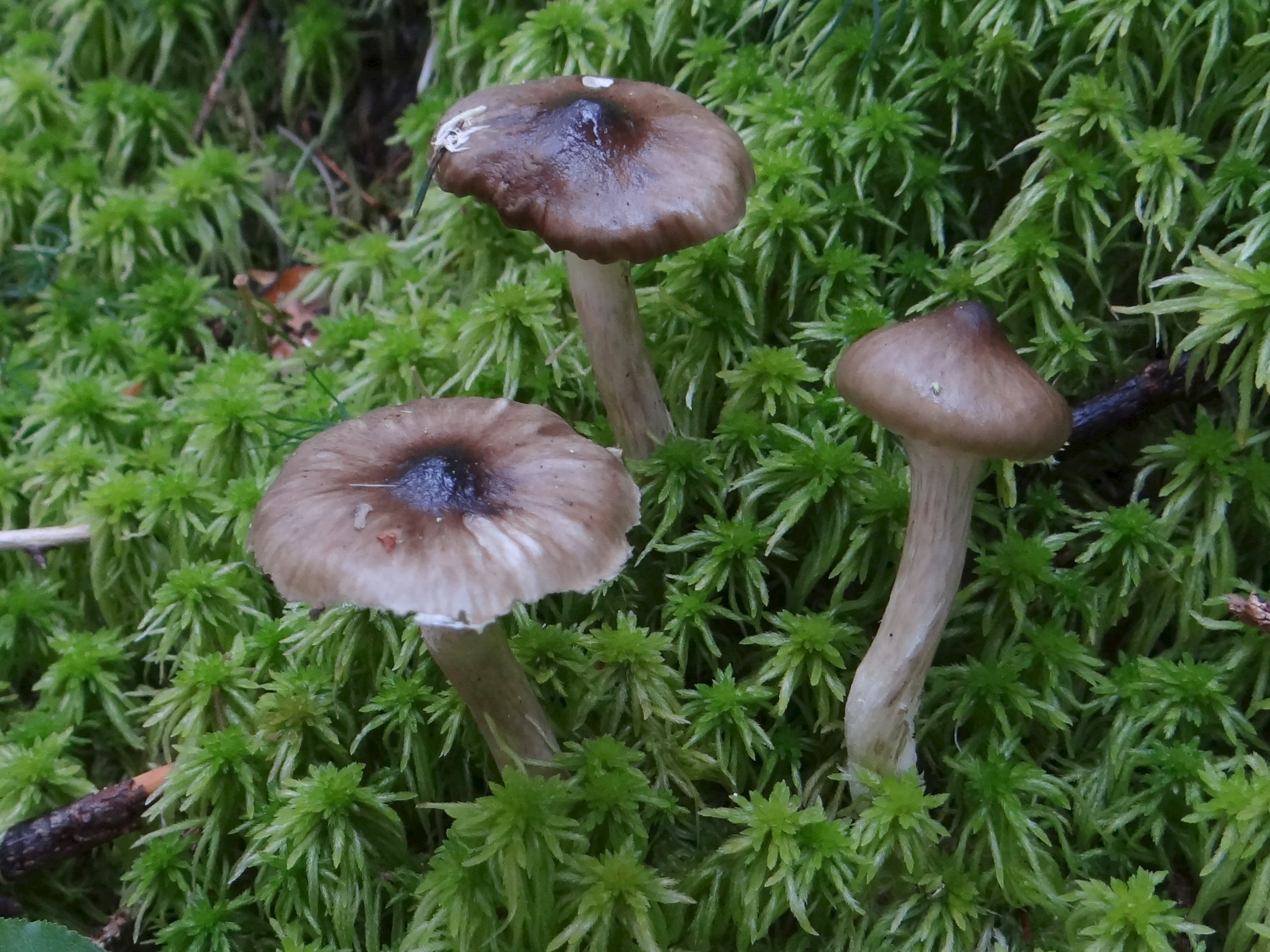
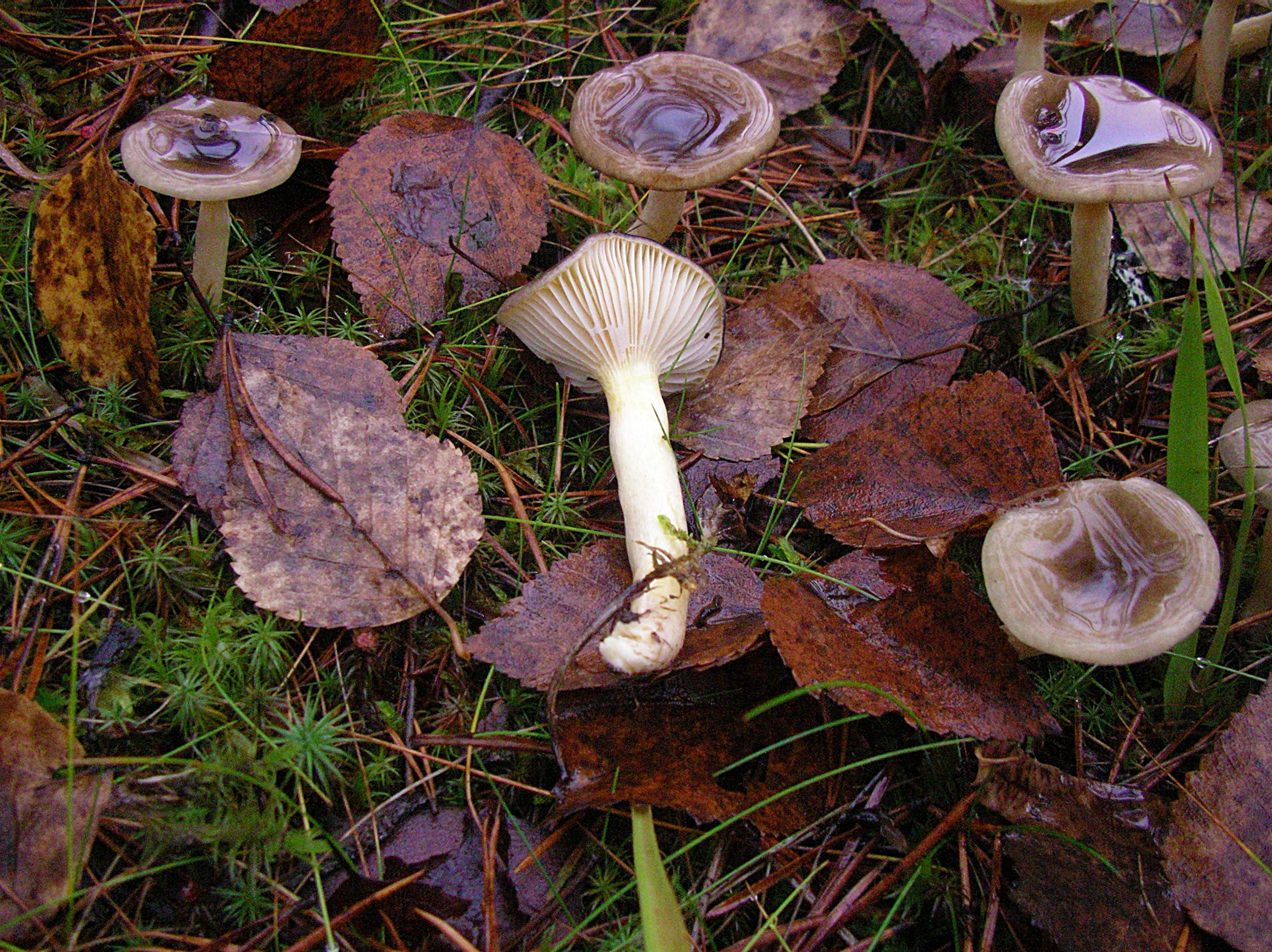
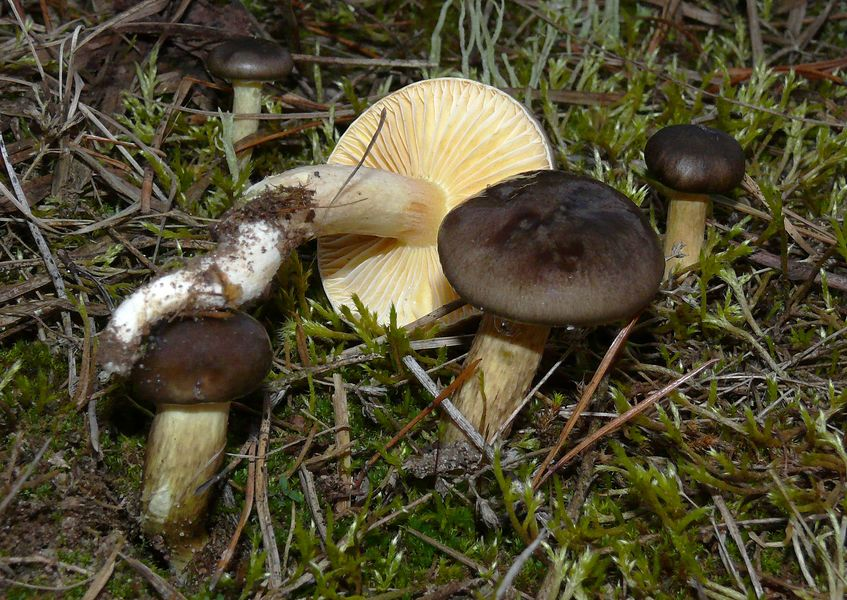
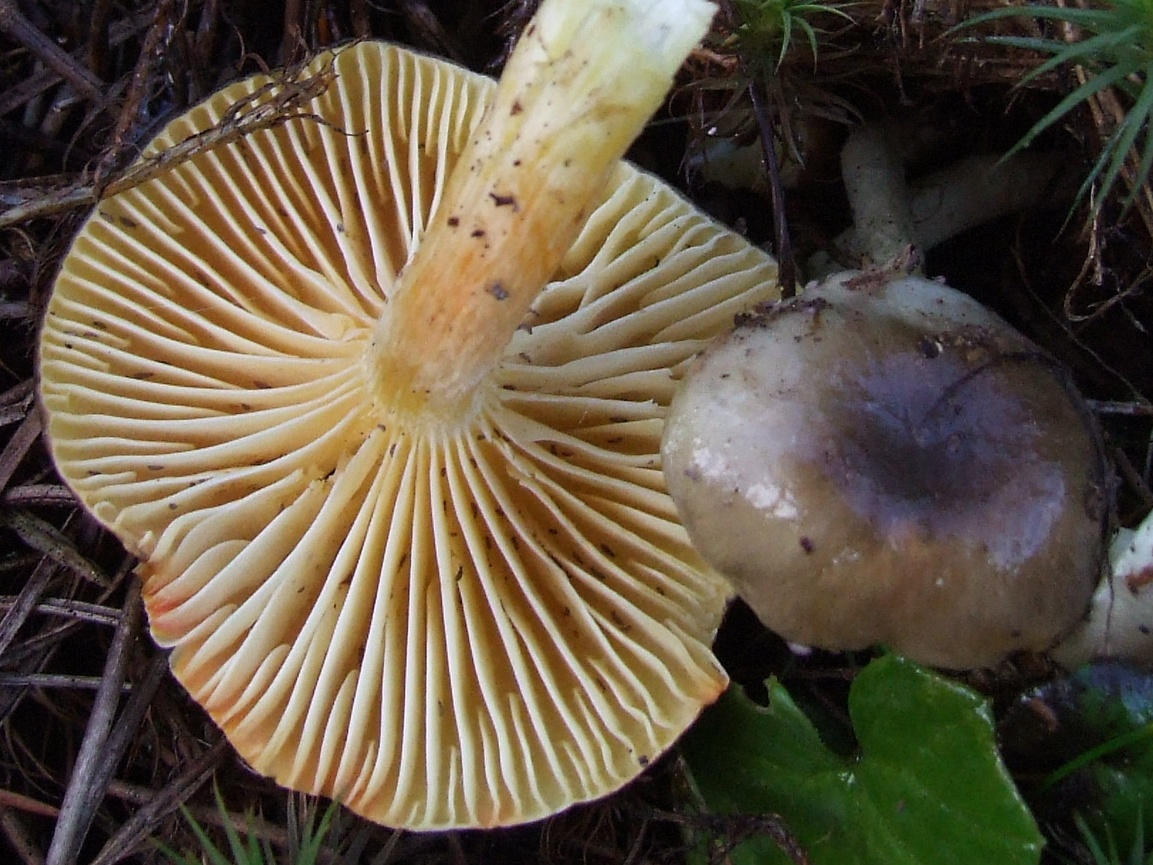
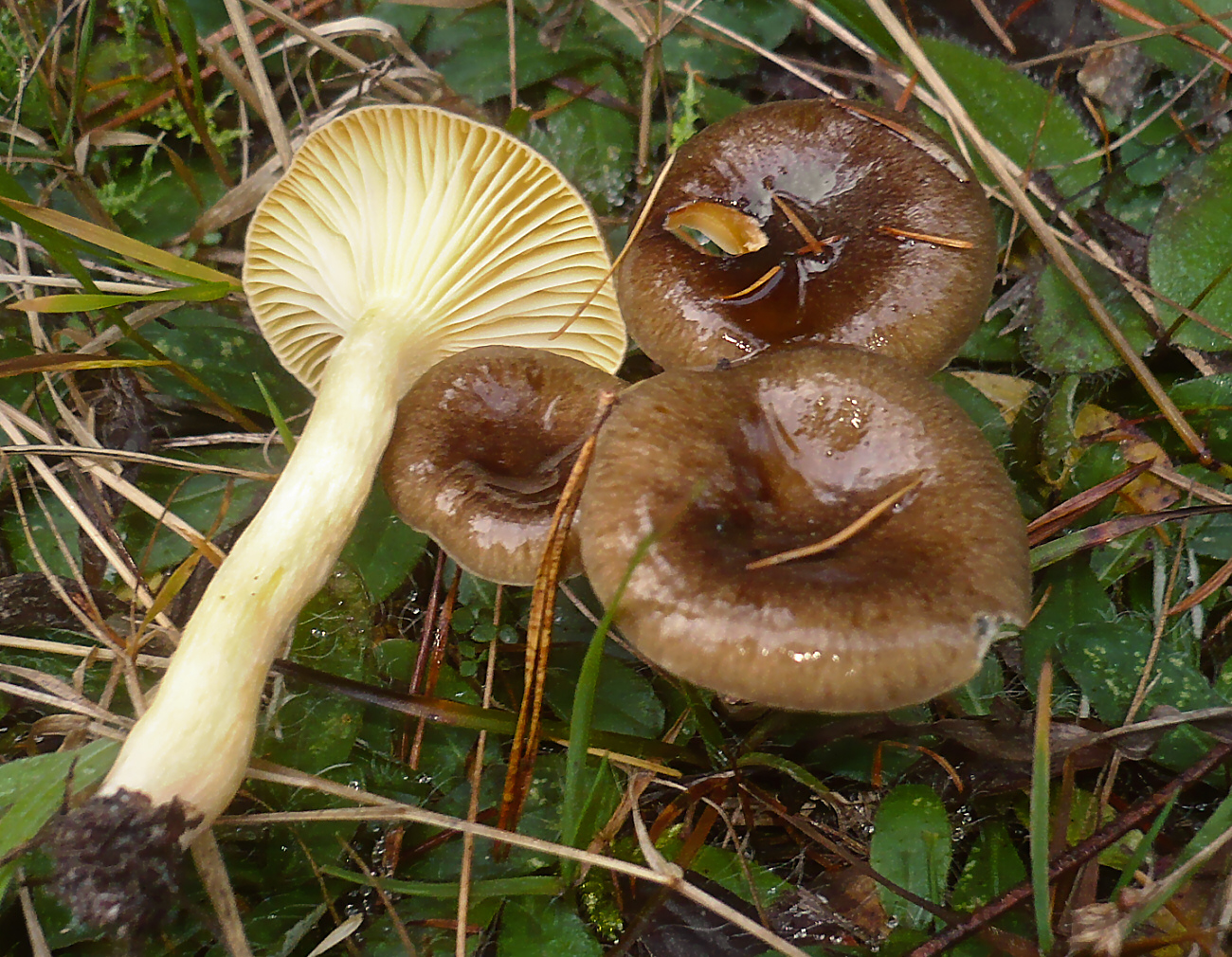